# Susanne Forster
Susanne Forster (* 26. Juni 1941 in Potsdam; † 11. Januar 2023 in Gauting) war eine deutsche Anglistin, Künstlerin und Puppenspielerin. Sie war Mitgründerin der „Puppet Players“.

## Leben
Susanne Forster war Tochter des Gautinger Geigers Eugen Forster, Ururenkel des Karl Ludwig Forster. Aufgewachsen zunächst in Potsdam, zog sie 1945 mit ihrer Familie nach Gauting, wo diese ein Haus besaß. Dort lernte Forster auch ihren späteren Mann kennen. Sie studierte in den 1960er Jahren in München, Kanada und London. 1964 machte sie am „The Little Angel Theatre“ von John Wright eine Puppenspielerausbildung. 1975 gründete sie zusammen mit George Speaight und ihrem späteren Mann, dem Künstler Stefan Fichert die „London Puppet Players“. 1976 kehrte das Künstlerpaar nach Gauting zurück. Bis zu Forsters Tod 2023 setzten sie ihre Arbeit als „Puppet Players“ in Deutschland fort. Forster war Mutter zweier Kinder, ihr Sohn ist der 1976 geborene Pianist Jakob Fichert.

## Werk
Nach ihrer Ausbildung machte Forster eigene Inszenierungen. 1974 in London inszenierten sie und Fichert „Inook and the sun“. Mit den „London Puppet Players“ folgten dann internationale Auftritte mit „Shakespeare & Co.“, „The Clowns Story“, „The Trojan Donkey“, „Babar the Elephant“ und „Mozart & Harlequin“. Ab 1979 inszenierten sie ihre Stücke auch auf Deutsch wie „Der Kasperl und die wilden Tiere“ und „Mozart auf Reisen“, teilweise zusammen mit Peter Rieckmann, Heinrich Klug und den Münchner Philharmonikern, Hans Werner Henze, Michael Ende, Wilfired Hiller und Michael Helmrath. Die „Puppet Players“ wandten sich in den 1990er Jahren auch der Gestaltung überlebensgroßer Puppen für die Münchner Kammerspiele, die Bayerische Staatsoper und die Salzburger Festspiele zu. Forster war im Gautinger Kulturleben eine prägende Figur.

## Auszeichnungen
Allesamt als Ensemblemitglied der „Puppet Players“:
- 1980: Günther-Klinge Preis der Gemeinde Gauting
- 1992: BMW-Musiktheaterpreis
- 2003: Publikumspreis des Gautinger Theaterforums
- 2015: Kulturpreis des Landkreises Starnberg